# Públio Alfeno Varo (cônsul em 2)
Públio Alfeno Varo (em latim: Publius Alfenus Varus) foi um político romano da gente Alfena eleito cônsul em 2 d.C. com Públio Vinício. Conjectura-se que seja filho de Públio Alfeno Varo, cônsul sufecto em 39 a.C.